# Molybden(IV) sulfide
Molybden(IV) sulfide là một hợp chất vô cơ của molybden và lưu huỳnh. Công thức hóa học của hợp chất này được quy định là MoS2.
Hợp chất này được phân loại vào nhóm hợp chất đichalcogenua của kim loại chuyển tiếp. Về bề ngoài, hợp chất này là một chất rắn màu đen ánh bạc, tương tự như khoáng sản molybdenit, quặng chính của chất molybden. Về hóa tính, hợp chất MoS2 tương đối trơ. Hợp chất này không phản ứng hay bị ảnh hưởng bởi axit loãng và oxy. Về ngoại hình và xúc giác, molybden(IV) sulfide cũng tương tự như than chì. Nó được sử dụng rộng rãi như một chất bôi trơn rắn vì ma sát và có độ cứng cao.

## Phản ứng hóa học
Molybden(IV) sulfide ổn định trong không khí và chỉ bị phản ứng với các thuốc thử "tích cực". Nó phản ứng với oxy khi đun nóng, tạo ra hợp chất mới là molybden(VI) oxit:
2MoS2 + 7O2 → 2MoO3 + 4SO2↑
Khí clo cũng phản ứng với molybden(IV) sulfide ở nhiệt độ cao để tạo thành molybden(V) chloride:
2MoS2 + 7Cl2 → 2MoCl5 + 2S2Cl2

## Phản ứng can thiệp
Molybden(IV) sulfide là chất tạo thành các hợp chất xen kẽ. Hoạt tính này có liên quan đến việc sử dụng nó như một vật liệu catot trong pin. Ví dụ điển hình là hợp chất có công thức tổng quát là LixMoS2. Với lithi butyl, sản phẩm là LiMoS2.